# Maciej Paweł Możdżeniewski
Maciej Paweł Możdżeniewski (ur. 24 lutego 1747, zm. 5 kwietnia 1819), duchowny katolicki, wyświęcony na księdza w 1771, biskup pomocniczy łucko-żytomierski od 1815, konsekrowany w 1817.
Bibliografia
- Piotr Nitecki, Biskupi Kościoła w Polsce w latach 965-1999. Słownik biograficzny, Warszawa 2000.